# Havixhorst

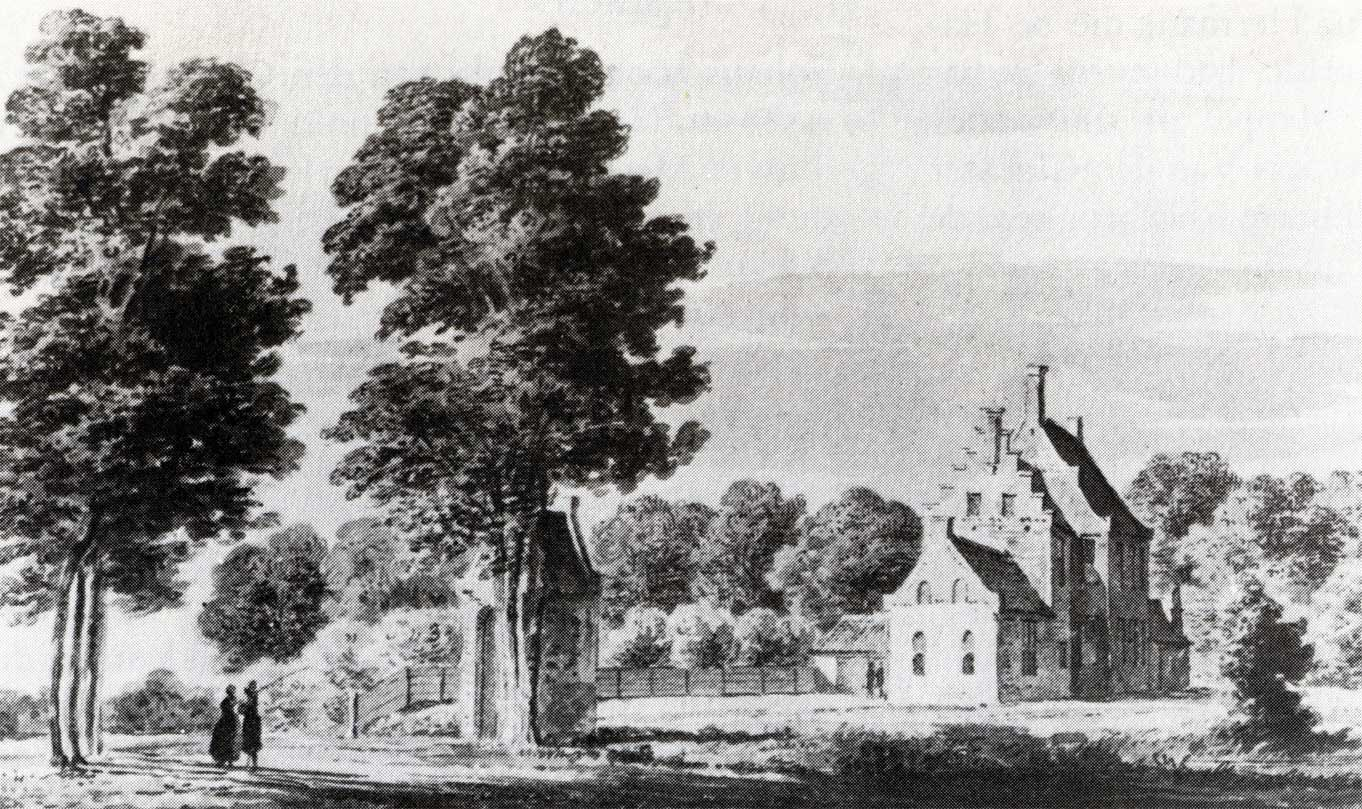
De Havixhorst in 1732 getekend door Cornelis Pronk

De Havixhorst is een in 1618 erkende havezate gelegen op landgoed De Havixhorst in De Schiphorst (gemeente Meppel) in de Nederlandse provincie Drenthe.
Vóór de gemeentelijke herindeling van Drenthe op 1 januari 1998 behoorde Havixhorst tot de gemeente De Wijk. Het oorspronkelijke landhuis is nu in gebruik als hotel-restaurant. Het landgoed De Havixhorst ligt aan de noordzijde van het riviertje de Reest.

## Geschiedenis
Havixhorst wordt voor het eerst genoemd in 1371. Tot in de 17e eeuw is Havixhorst in het bezit geweest van leden van de familie Van den Clooster. Vanaf de 15e eeuw bezaten de heren van Havixhorst het collatierecht in de kerk van IJhorst. De familie Van den Clooster bezat ook de havezaten Rheebruggen en Vledderinge. In 1580 werd ook de havezate Batinge door hen veroverd, maar moest weer worden afgestaan. In de 17e eeuw vererfde de Havixhorst naar de familie Van Munster. Vanwege financiële problemen moest Reinold van Munster in 1658 afstand doen van de Havixhorst en ruilde zijn bezit met erve Ibinge te Echten van Johan de Vos van Steenwijk. De familie De Vos van Steenwijk heeft de havezate bijna driehonderd jaar, van 1658 tot 1956, in bezit gehad. In 1956 vererfde Havixhorst naar twee achternichten, de dames Van Mourik, die de Havixhorst in 1963 verkochten waarna in de loop der jaren flinke herstelwerkzaamheden plaats hebben gevonden en bijvoorbeeld het koetshuis weer volledig is opgebouwd. In die periode is het afwisselend in gebruik geweest als bejaardentehuis, vakantieoord voor jongeren, opvangcentrum voor Vietnamese vluchtelingen, en is uiteindelijk als hotel in gebruik genomen. In 1982 is de Havixhorst aangekocht door Het Drentse Landschap en zijn verbouwingen en restauratie verder voortgezet.

### Beeldenpark De Havixhorst
De Stichting Het Drentse Landschap heeft in 2005 een projectplan geschreven onder de naam 'Nationaal beeldenpark De Havixhorst'. Het plan was om in samenwerking tussen het hotel en het restaurant in de tuinen van de Havixhorst een permanente overzichtstentoonstelling in te richten van de figuratieve beeldhouwkunst in Nederland in de 20e eeuw. Het Drents Museum te Assen en het Museum voor figuratieve kunst 'Museum de Buitenplaats' in Eelde ondersteunden het plan. Er is ook samenwerking gezocht door 'Stichting Groep van de figuratieve abstractie' te Uithuizen. Het beeldenpark is geopend in 2008.

## Ooievaarstation
Vlak bij Havixhorst ligt het ooievaarstation De Lokkerij, waar zich het hele jaar door ooievaars bevinden. In de zomer begrazen enkele honderden vogels de oevers en weilanden van het Reestdal, in de winter worden enkele tientallen exemplaren verzorgd.